# ویروه
ویروه شهری در شهرستان باگاسی در استان باله در بورکینافاسوی جنوبی است و جمعیت آن ۵۶۷ نفر است.